# Ерофей Хабаров (тип речных судов)

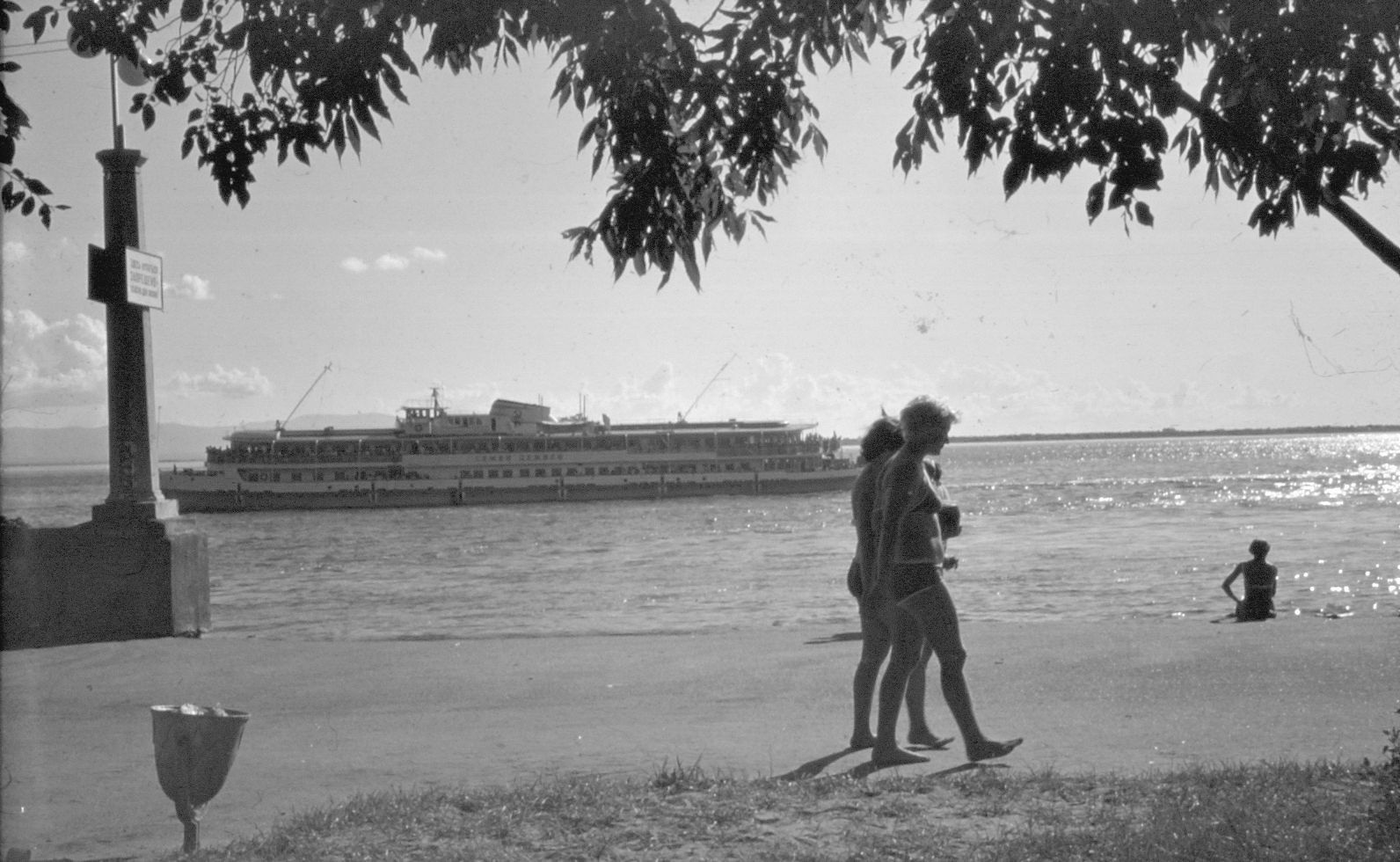
Хабаровск, теплоход «Семён Дежнёв», 1978 год.

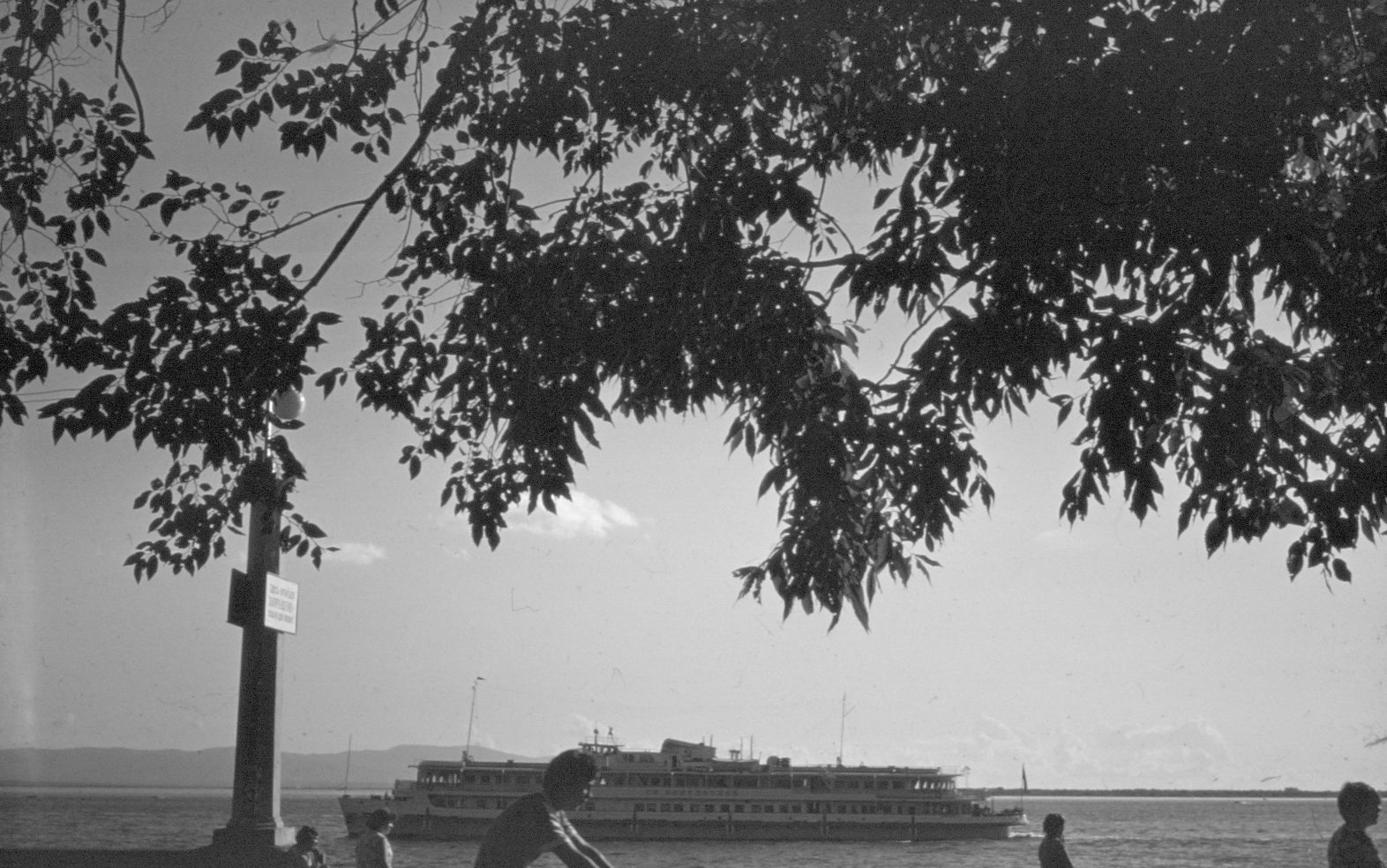
Хабаровск, теплоход «Г. И. Невельской», 1978 год.

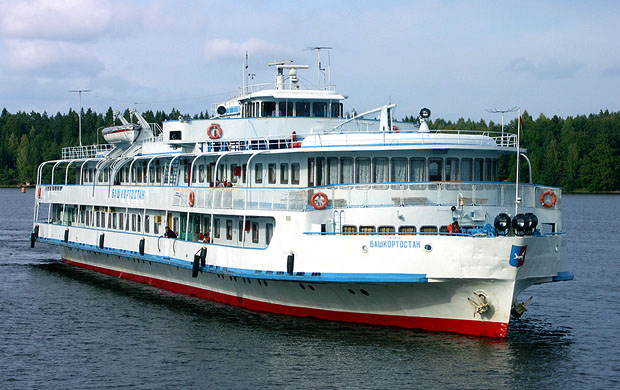
Теплоход «Башкортостан» проекта 305 на Волге в Сосенках. Проект практически идентичен 860-му.

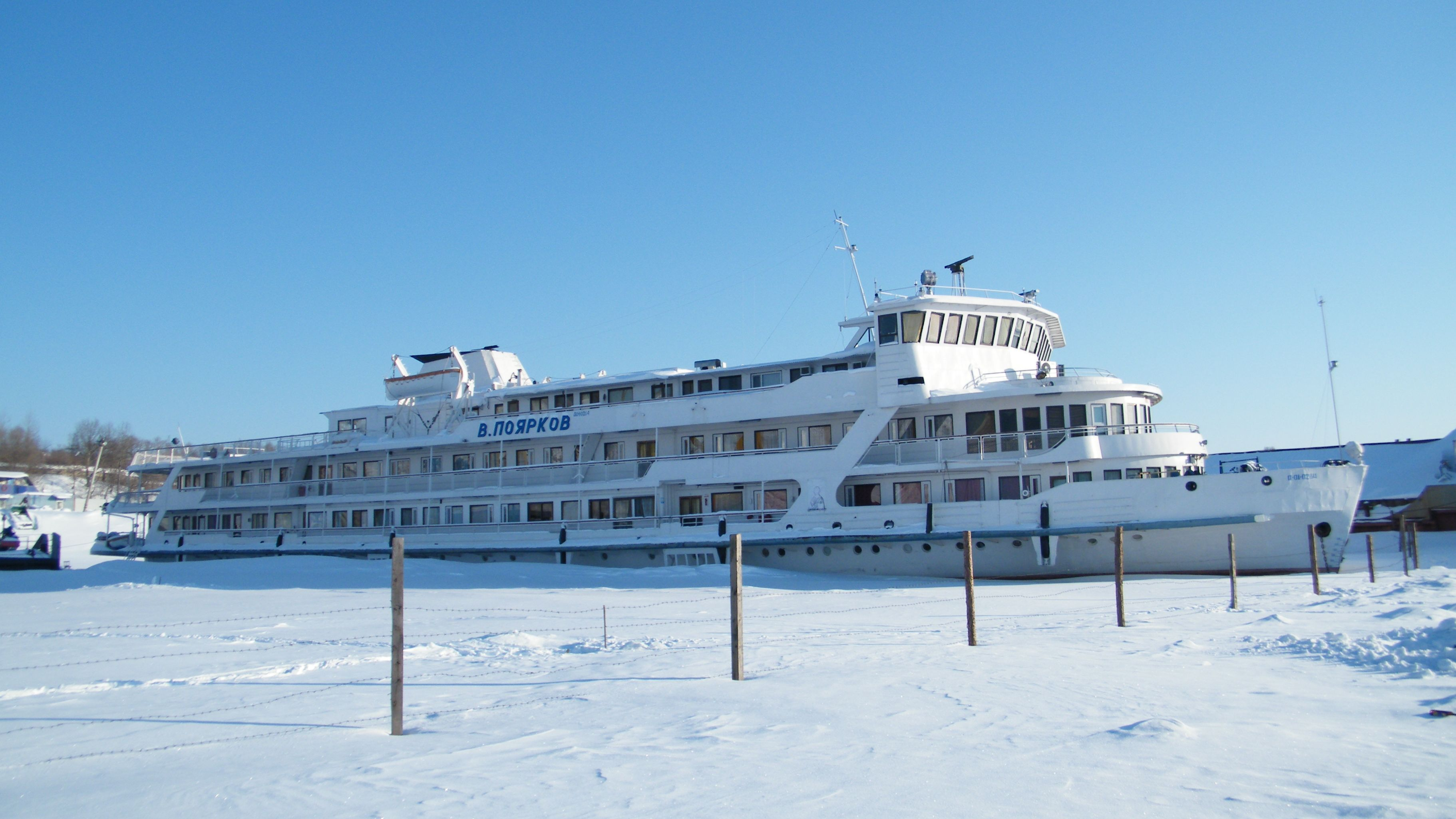
Теплоход «В. Поярков», вид после реконструкции, февраль 2015 г.

«Ерофей Хабаров» (проект 860) — серия средних речных грузопассажирских теплоходов, предназначенных для работы на туристических и транспортных линиях. Строились в СССР на различных заводах (Киев, Сретенск, Тюмень, Усть-Кут) в 1958—1965 годах. Всего было построено 13 судов проекта 860. Суда этого типа получали названия в честь выдающихся людей, однако позднее некоторые из них были переименованы.
В начале XXI века часть теплоходов продолжает работу, часть же уже списана.
В начале 1990-х годов несколько судов проекта 860, работавших на Амуре, были реконструированы на Харбинской верфи, при этом на судах была значительно переделана надстройка, заменена рубка и расширены помещения на верхней палубе.
Теплоходам проекта 860 практически идентичны суда проекта 305 (тип «Дунай»).

## Условия размещения пассажиров
Первоначально суда этого проекта имели одно-, двух-, четырёх-, а также шести- и восьмиместные каюты, в том числе оборудованные умывальниками, два ресторана, два салона и помещение с сидячими пассажирскими местами (которое чаще всего использовалось под кинозал). В ходе проводившихся впоследствии модернизаций этих судов каюты большой вместимости ликвидировались, взамен них оборудовались помещения для баров и т. п. Начиная с 1990-х годов на большинстве судов этого типа проводились работы по повышению уровня комфорта, например отдельные каюты оборудовались индивидуальными санузлами.

## Распространение
Теплоходы типа «Ерофей Хабаров» использовались на Амуре, Лене, Оби, Иртыше на маршрутах Благовещенск — Хабаровск, Хабаровск — Комсомольск-на-Амуре — Николаевск-на-Амуре, Новосибирск — Омск, Новосибирск — Барнаул, и других.
Первоначально операторами судов проекта 860 были следующие пароходства: Западно-Сибирское, Обь-Иртышское, Ленское и Амурское. Начиная с 1990-х годов некоторые суда этого типа были проданы различным частным туристическим фирмам.

## Технические характеристики
- Класс речного регистра: О
- Длина расчётная/габаритная: 74,6 м / 77 м
- Ширина расчётная/габаритная: 10,5 м / 15,2 м
- Высота от основной линии: 13,65 м
- Осадка средняя: 1,4 м (у головного судна — 1,45 м)
- Водоизмещение с грузом, пассажирами и полными запасами: 830 тонн (у головного судна — 864 тонны)
- Доковый вес 663 тонны (у головного судна — 700 тонн)
- Пассажировместимость общая: 304 человека, из них
  - 21 в каютах первой категории
  - 58 в каютах второй категории
  - 131 в каютах третьей категории
  - 94 сидячих мест четвёртой категории
- В ресторане могло разместиться 96 человек
- Мест для членов экипажа: 54
- Грузоподъёмность: 80 тонн
- Двигатели: дизельные четырёхтактные бескомпрессорные реверсивные R8DV136 или 8NV36, две штуки мощностью по 400 л. с. (294 кВт)
- Скорость на глубокой воде: 20,2 км/ч

## Список судов проекта 860

### Амурское речное пароходство
- «Ерофей Хабаров»
- «Семён Дежнёв»
- «Миклухо-Маклай» (Сретенск, 1961; позднее переименован в «Капитан Котенко»)
- «Г. И. Невельской»
- «В. Поярков»
- «Пржевальский»
- «Георгий Седов»

### Обь-Иртышское речное пароходство
- «Тюмень»
- «Генерал Карбышев»
- «Космонавт Гагарин»
- «Тобол»

### Ленское речное пароходство
- «Россия»
- «А. С. Попов»